# Ordine della Buona Speranza
L'Ordine della Buona Speranza o Ordine del Capo di Buona Speranza è stato un ordine cavalleresco concesso dalla Repubblica Sudafricana.

## Storia
L'Ordine della Buona Speranza venne fondato nel 1973 dal governo repubblicano sudafricano per premiare quanti si fossero distinti per la promozione delle relazioni internazionali e per aver sensibilizzato l'interesse globale verso il Sud Africa e fu abolito nel 2002.
Il presidente Nelson Mandela aveva annunciato di voler riformare l'Ordine. Il governo sudafricano vedeva l'Ordine come una reliquia dell'apartheid, soprattutto a causa del design delle insegne giudicate troppo europeo (i raggi, i colori, l'ancora) e del motto latino dell'Ordine. Inoltre le insegne venivano a costare al governo circa 11.000 Rand. Al suo posto è stato creato l'Ordine dei Compagni di O.R. Tambo.

## Classi
Dal 1973 al 1988 l'Ordine disponeva delle seguenti classi di benemerenza:
- Gran Collare, per capi di Stato
- Gran Croce, per capi di governo, ministri, giudici, presidenti di legislature, segretari di stato, ambasciatori, comandanti in capo e altri
- Grand'Ufficiale, per legislatori, inviati, alti ufficiali militari e altri
- Commendatore, per incaricati d'affari, consoli generali, colonnelli e altri
- Ufficiale, per consoli, ufficiali militari di grado inferiore e altri

Dal 1988 al 2002 l'Ordine disponeva delle seguenti classi di benemerenza:
- Gran Croce, per un eccellente servizio meritorio (capi di Stato e, in casi speciali, capi di governo)
- Grand'Ufficiale, per un servizio meritevole eccezionale (capi di governo, ministri, giudici, presidenti di legislature, segretari di stato, ambasciatori, comandanti in capo e altri)
- Commendatore, per un servizio eccezionalmente meritorio (legislatori, inviati, alti ufficiali militari e altri)
- Ufficiale, per servizio meritorio (incaricati d'affari, consoli-generali, colonnelli e altri)
- Membro, per un servizio eccezionale (consoli, ufficiali militari di grado inferiore e altri)